# هنري جونز (لاعب كرة قاعدة)
هنري جونز (بالإنجليزية: Henry Jones)‏ هو لاعب كرة قاعدة أمريكي، ولد في 10 مايو 1857 في نيويورك في الولايات المتحدة، وتوفي في 31 مايو 1955 في مانيستي في الولايات المتحدة.

## وصلات خارجية
- هنري جونز على موقعبيزبول رفرنس.كوم (الدوري الرئيسي) (الإنجليزية)
- هنري جونز على موقعبيزبول رفرنس.كوم (الدوري الثانوي) (الإنجليزية)
- هنري جونز على موقع جمعية أبحاث البيسبول الأمريكية (الإنجليزية)